# Darrell Arthur
Darrell Antwonne Arthur (Dallas, 25 marzo 1988) è un ex cestista statunitense.

## Carriera
È stato selezionato dai New Orleans Hornets al primo giro del Draft NBA 2008 (27ª scelta assoluta).

## Palmarès
- McDonald's All-American Game (2006)
- Campione NCAA (2008)